# 羅用敬
羅用敬（1540年—？），字子直，號文洲，江西南昌府南昌縣人，民籍，明朝政治人物。

## 生平
嘉靖四十年（1561年）辛酉科江西鄉試第七名，萬曆五年（1577年）丁丑科會試第一百六十八名，登三甲第一百七十八名進士。授浙江乌程县知县，升刑部主事，官至工部郎中。

## 家族
曾祖羅琳；祖父羅漢；父羅恒。母甘氏。慈侍下。弟羅用明。